# Agulla Franqueville
L'Agulla Franqueville és un cim de 3.065 m d'altitud i una prominència de 20 m que s'aixeca a la Cresta de Llosàs, al massís de la Maladeta, província d'Osca (Aragó).